# أروستوك (نيو برونزويك)
أروستوك (بالإنجليزية: Aroostook, New Brunswick)‏ هي village of New Brunswick تقع في كندا في نيو برونزويك. يقدر عدد سكانها بـ 351 نسمة .